# Avitus
Avitus Peckham & Peckham, 1896 è un genere di ragni appartenente alla famiglia Salticidae.

## Distribuzione
Le 6 specie note di questo genere sono diffuse in America centrale e meridionale; in particolare A. diolenii è stata rinvenuta solo a Panama e A. taylori è endemica della Giamaica.

## Tassonomia
A maggio 2010, si compone di sei specie:
- Avitus anumbi Mello-Leitão, 1940 — Brasile
- Avitus castaneonotatus Mello-Leitão, 1939 — Argentina
- Avitus diolenii Peckham & Peckham, 1896[2] — Panama
- Avitus longidens Simon, 1901 — Argentina
- Avitus taylori (Peckham & Peckham, 1901) — Giamaica
- Avitus variabilis Mello-Leitão, 1945 — Argentina